# Kim Je-Kyoung
Kim Je-Kyoung (10 de noviembre de 1970) es un deportista surcoreano que compitió en taekwondo.
Ganó tres medallas de oro en el Campeonato Mundial de Taekwondo entre los años 1993 y 1997, y tres medallas de oro en el Campeonato Asiático de Taekwondo entre los años 1992 y 1998. En los Juegos Asiáticos consiguió tres medallas entre los años 1994 y 1998.

## Palmarés internacional
| Campeonato Mundial  | Campeonato Mundial           | Campeonato Mundial | Campeonato Mundial |
| Año                 | Lugar                        | Medalla            | Categoría          |
| ------------------- | ---------------------------- | ------------------ | ------------------ |
| 1993                | Nueva York (Estados Unidos)  | Medalla de oro     | +83 kg             |
| 1995                | Manila (Filipinas)           | Medalla de oro     | +83 kg             |
| 1997                | Hong Kong (China)            | Medalla de oro     | +83 kg             |
| Juegos Asiáticos    |                              |                    |                    |
| Año                 | Lugar                        | Medalla            | Categoría          |
| 1994                | Hiroshima (Japón)            | Medalla de oro     | +83 kg             |
| 1998                | Bangkok (Tailandia)          | Medalla de oro     | +83 kg             |
| Campeonato Asiático |                              |                    |                    |
| Año                 | Lugar                        | Medalla            | Categoría          |
| 1992                | Kuala Lumpur (Malasia)       | Medalla de oro     | +83 kg             |
| 1994                | Manila (Filipinas)           | Medalla de oro     | +83 kg             |
| 1998                | Ciudad Ho Chi Minh (Vietnam) | Medalla de oro     | +83 kg             |